# Plagiotremus rhinorhynchos
Plagiotremus rhinorhynchos är en fiskart som först beskrevs av Pieter Bleeker 1852.  Plagiotremus rhinorhynchos ingår i släktet Plagiotremus och familjen Blenniidae. Inga underarter finns listade i Catalogue of Life.